# 69460 Christibarnard
69460 Christibarnard este o planetă minoră (asteroid) din centura de asteroizi. A fost descoperită pe 17 octombrie 1996 la Colleverde⁠(d) de Vincenzo Silvano Casulli⁠(d). 
Obiectul prezintă o orbită caracterizată de o semiaxă mare de 2,2873752739093 UAi, o excentricitate de 0,15, o înclinație de 5,9 ° în raport cu ecliptica.